# العلاقات الباكستانية الغواتيمالية
العلاقات الباكستانية الغواتيمالية هي العلاقات الثنائية التي تجمع بين باكستان وغواتيمالا.

## مقارنة بين البلدين
هذه مقارنة عامة ومرجعية للدولتين:
| وجه المقارنة                                              | باكستان                     | غواتيمالا       |
| --------------------------------------------------------- | --------------------------- | --------------- |
| المساحة (كم2)                                             | 881.91 ألف                  | 108.89 ألف      |
| عدد السكان (نسمة)                                         | 197.02 مليون                | 17.26 مليون     |
| الكثافة السكانية (ن./كم²)                                 | 223.4                       | 158.51          |
| العاصمة                                                   | إسلام آباد                  | غواتيمالا       |
| اللغة الرسمية                                             | لغة إنجليزية، اللغة الأردية | اللغة الإسبانية |
| العملة                                                    | روبية باكستانية             | كتزال غواتيمالي |
| الناتج المحلي الإجمالي (بليون دولار)                      | 304.95 مليار                | 75.62 مليار     |
| الناتج المحلي الإجمالي (تعادل القوة الشرائية) بليون دولار | 946.67 مليار                | 126.21 مليار    |
| الناتج المحلي الإجمالي الاسمي للفرد دولار أمريكي          | 1.43 ألف                    | 3.90 ألف        |
| الناتج المحلي الإجمالي للفرد دولار أمريكي                 | 4.81 ألف                    | 7.45 ألف        |
| مؤشر التنمية البشرية                                      | 0.538                       | 0.627           |
| رمز المكالمات الدولي                                      | +92                         | +502            |
| رمز الإنترنت                                              | .pk                         | .gt             |
| المنطقة الزمنية                                           | ت ع م+05:00                 | 00              |

## منظمات دولية مشتركة
يشترك البلدان في عضوية مجموعة من المنظمات الدولية، منها:
| علم المنظمة | اسم المنظمة                               | تاريخ انضمام باكستان | تاريخ انضمام غواتيمالا |
| ----------- | ----------------------------------------- | -------------------- | ---------------------- |
|             | وكالة ضمان الاستثمار متعدد الأطراف        | 12 أبريل 1988        | 11 يوليو 1996          |
|             | منظمة الشرطة الجنائية الدولية             | ?                    | ?                      |
|             | منظمة حظر الأسلحة الكيميائية              | ?                    | ?                      |
|             | منظمة التجارة العالمية                    | ?                    | ?                      |
|             | الأمم المتحدة                             | 30 سبتمبر 1947       | 21 نوفمبر 1945         |
|             | مؤسسة التمويل الدولية                     | 20 يوليو 1956        | 20 يوليو 1956          |
|             | يونسكو                                    | 14 سبتمبر 1949       | 2 يناير 1950           |
|             | البنك الدولي للإنشاء والتعمير             | 11 يوليو 1950        | 28 ديسمبر 1945         |
|             | المنظمة الهيدروغرافية الدولية             | ?                    | ?                      |
|             | الاتحاد البريدي العالمي                   | ?                    | ?                      |
|             | المركز الدولي لتسوية المنازعات الاستشارية | 15 أكتوبر 1966       | 20 فبراير 2003         |
|             | الاتحاد الدولي للاتصالات                  | 26 أغسطس 1947        | 10 يوليو 1914          |

## وصلات خارجية
- موقع وزارة الخارجية الباكستانية
- موقع وزارة الخارجية الغواتيمالية